# NGC 4978
NGC 4978 este o galaxie lenticulară situată în constelația Părul Berenicei. A fost descoperită în 23 martie 1827 de către John Herschel.